# الجبانة (مكيراس)

تعديل مصدري - تعديل

الجبانة هي إحدى قرى عزلة مكيراس بمديرية مكيراس التابعة لمحافظة البيضاء، بلغ تعداد سكانها 186 نسمة حسب تعداد اليمن لعام 2004.